# لوئیس بایون ئررا
لوئیس بایون ئِررا (اسپانیایی: Luis Bayón Herrera‎؛ ۲۳ سپتامبر ۱۸۸۹ – ۳۰ مارس ۱۹۵۶) کارگردان فیلم و فیلم‌نامه‌نویس اهل اسپانیا بود که در سینمای آرژانتین در دهه‌های ۱۹۴۰ و ۱۹۵۰ فعالیت داشت. او به‌عنوان «یکی از مهم‌ترین کارگردانان دوران طلایی سینمای آرژانتین» شناخته می‌شود.
وی در شهر بیلبائو اسپانیا متولد شد. او حدود ۴۰ فیلم بلند آرژانتینی را کارگردانی کرد و در سال‌های پایانی فعالیتش در اوایل دهه ۱۹۵۰، در تولیدات سینمایی کوبا نیز مشارکت داشت، از جمله فیلم من دارم میرم هاوانا در سال ۱۹۵۱. او در سال ۱۹۵۶ در بوئنوس آیرس، در سن ۶۶ سالگی درگذشت.
از فیلم‌ها یا مجموعه‌های تلویزیونی که وی در آن‌ها نقش داشته است، می‌توان به یک کوبایی در اسپانیا و قصه یک جوان فقیر اشاره نمود.